# Brydan Klein
Brydan Klein (Rockingham, 31 dicembre 1989) è un tennista australiano naturalizzato britannico.

## Carriera

### Junior
Brydan Klein partecipa al circuito ITF junior dal 2003 al 2007. Proprio nel suo ultimo anno da junior conquista l'Australian Open ragazzi sconfiggendo in finale il francese Jonathan Eysseric con il punteggio di 6-2, 4-6, 6-1. Grazie a questo successo raggiunge il suo best ranking conquistando la posizione n° 4 della classifica ITF Junior.

### 2005-2007
A partire dal 2005 inizia ad alternare futures e challenger con i tornei del circuito ITF Junior. Il primo successo a livello futures viene conquistato il 7 ottobre 2007 a Sawtell in Australia nell'Australia F6 Futures 2007 dove sconfigge il connazionale Miles Armstrong con il punteggio di 6-1, 6-3. Questo successo gli permette di entrare nei primi 600 del ranking ATP.

### 2008
Ottiene una wild card per il tabellone principale dell'Australian Open dove, tuttavia, perde al primo turno dal cileno Paul Capdeville con il punteggio di 4-6, 5-7, 4-6. Successivamente, grazie a buone prestazioni nel circuito futures, tra cui le vittorie a Mildura, Hamilton e Minsk tra febbraio e giugno, inizia a prendere parte a tornei del circuito challenger. Nel challenger di New Delhi in India, in particolare, riesce a raggiungere le semifinali cedendo il passo all'irlandese Conor Niland.

### 2009
Inizia il 2009 ricevendo una wild card per il tabellone principale del Brisbane International 2009, dove viene subito sconfitto dal ceco Tomáš Berdych, e dell'Australian Open nel quale ottiene il suo primo successo in un torneo del circuito ATP sconfiggendo al primo turno il tedesco Björn Phau per essere poi sconfitto dallo svizzero Stan Wawrinka. In febbraio conquista il suo primo successo nel torneo challenger, vincendo il McDonald's Burnie International 2009, grazie alla vittoria in finale sullo sloveno Grega Žemlja. A maggio ottiene la sua prima convocazione in Coppa Davis nel match contro la Thailandia; in questa occasione, tuttavia, viene sconfitto da Danai Udomchoke con il punteggio di 2-6, 2-6, 5-7. A giugno grazie ad una sofferta vittoria per 6(2)–7, 7–6(3), 7–6(4) sul sudafricano Raven Klaasen si qualifica al tabellone principale dell'AEGON International 2009 dove verrà poi sconfitto al secondo turno dal serbo Janko Tipsarević dopo aver vinto con il russo Tejmuraz Gabašvili. Il 2009 per Brydan Klein termina precocemente poiché a seguito del torneo viene squalificato per sei mesi dal circuito ATP per avere apostrofato Raven Klaasen con insulti razziali nel match di qualificazione sopra citato.

### 2010
Brydan Klein non riesce a difendere i punti ottenuti all'inizio del 2009 con il secondo turno dell'Australian Open, perdendo in soli due mesi più di 200 posizioni nel ranking ATP, raggiungendo a marzo lo spot n. 462 del ranking. Nel circuito futures conquista la vittoria nell'USA F9 Futures 2010 a Little Rock, nell'Australia F3 Futures 2010 a Ipswich e nell'Australia F4 Futures 2010 a Bundaberg. Termina l'anno conquistando 4 finali nei futures locali e raggiungendo la posizione n. 211 del ranking ATP.

## Statistiche

### Tornei minori

#### Singolare

##### Vittorie (13)
| Legenda        |
| Challenger (1) |
| Futures (12)   |

| Numero | Data             | Torneo                                                       | Superficie  | Avversario in finale | Punteggio        |
| 1.     | 7 ottobre 2007   | Sawtell International, Sawtell                               | Terra rossa | Miles Armstrong      | 6-1, 6-3         |
| 2.     | 9 febbraio 2008  | Mildura Grand Tennis International, Mildura                  | Erba        | Nathan Healey        | 6-1, Rit.        |
| 3.     | 9 marzo 2008     | ASB Pro Circuit Hamilton, Hamilton                           | Cemento     | Kim Young-Jun        | 6-4, 7-5         |
| 4.     | 21 giugno 2008   | Belarus Minsk Futures 2, Minsk                               | Cemento     | Sergej Betov         | 7–6(5), 6-1      |
| 5.     | 8 febbraio 2009  | McDonald's Burnie International, Burnie                      | Cemento     | Grega Žemlja         | 6-3, 6-3         |
| 6.     | 15 febbraio 2009 | Mildura Grand Tennis International, Mildura                  | Erba        | Matthew Ebden        | 6-0, 6-4         |
| 7.     | 11 aprile 2010   | St. Vincent Tour de Paul USTA Pro Circuit Event, Little Rock | Cemento     | John Millman         | 6-3, 3-6, 6-3    |
| 8.     | 2 maggio 2010    | City of Ipswich Tennis International, Ipswich                | Terra rossa | Jason Kubler         | 6-3, 6-4         |
| 9.     | 9 maggio 2010    | Bundaberg Tennis International, Bundaberg                    | Terra rossa | Dane Propoggia       | 7-5, 6-3         |
| 10.    | 16 ottobre 2011  | Gold Fields St Ives Tennis International, Kalgoorlie         | Cemento     | Benjamin Mitchell    | 7–5, 6–3         |
| 11.    | 9 settembre 2012 | Tekirdag Cup, Tekirdağ                                       | Cemento     | Lorenzo Giustino     | 3–6, 1–6         |
| 12.    | 7 luglio 2012    | Open Kiroleta, Bakio                                         | Cemento     | Jules Marie          | 6–2, 6–2         |
| 13.    | 9 settembre 2012 | Tennis Organisation 12, Antalya                              | Cemento     | Mohamed Safwat       | 2–6, 7–6(7), 6–1 |

##### Finali perse (5)
| Legenda        |
| Challenger (0) |
| Futures (5)    |

| Numero | Data             | Torneo                               | Superficie | Avversario in finale | Punteggio        |
| 1.     | 13 luglio 2008   | Great Britain F9 Futures, Felixstowe | Erba       | Michel Koning        | 6(6)–7, 6(4)–7   |
| 2.     | 17 ottobre 2010  | Australia F9 Futures, Happy Valley   | Cemento    | Nick Lindahl         | 6(5)–7, 3-6      |
| 3.     | 7 novembre 2010  | Australia F10 Futures, Kalgoorlie    | Cemento    | Erik Chvojka         | 6-3, 3-6, 6(4)–7 |
| 4.     | 14 novembre 2010 | Australia F11 Futures, Esperance     | Cemento    | Sebastian Rieschick  | 3-6, 4-6         |
| 5.     | 21 novembre 2010 | New Zealand F1 Futures, Wellington   | Cemento    | Sebastian Rieschick  | 5-7, 3-6         |

#### Doppio

##### Vittorie (13)
| Legenda         |
| Challengers (0) |
| Futures (13)    |

| Numero | Data             | Torneo                               | Superficie  | Compagno       | Avversari in finale               | Punteggio        |
| 1.     | 8 ottobre 2006   | Australia F10 Futures, Traralgon     | Cemento     | Matthew Ebden  | James Cerretani Philip Stolt      | 6-3, 6-3         |
| 2.     | 4 agosto 2007    | Great Britain F13 Futures, Ilkley    | Erba        | Ian Flanagan   | Daniel King-Turner Fabrice Martin | 6-3, 6-1         |
| 3.     | 26 ottobre 2007  | Australia F8 Futures, Traralgon      | Cemento     | Matthew Ebden  | Andrew Coelho Greg Jones          | 7–6(6), 6-1      |
| 4.     | 29 febbraio 2008 | New Zealand F1 Futures, Wellington   | Cemento     | Andrew Coelho  | Isaac Frost Leon Frost            | 6-1, 6-3         |
| 5.     | 14 giugno 2008   | Belarus F1 Futures, Minsk            | Cemento     | Matthew Ebden  | Deniss Pavlovs Dekel Valtzer      | 6-3, 6-2         |
| 6.     | 12 luglio 2008   | Great Britain F9 Futures, Felixstowe | Erba        | Matthew Ebden  | Sadik Kadir Shane La Porte        | 6-4, 7–6(5)      |
| 7.     | 15 febbraio 2009 | Australia F1 Futures, Mildura        | Erba        | Matthew Ebden  | Kaden Hensel Adam Hubble          | 7-5, 7–6(7)      |
| 8.     | 27 novembre 2009 | Australia F10 Futures, Kalgoorlie    | Cemento     | Robert Smeets  | Dane Propoggia Matt Reid          | 6-3, 7–6(5)      |
| 9.     | 4 aprile 2010    | USA F8 Futures, Mobile               | Cemento     | John Millman   | Kaden Hensel Jose Statham         | 4-6, 6-4, [10-6] |
| 10.    | 30 aprile 2010   | Australia F3 Futures, Ipswich        | Terra rossa | Dane Propoggia | Marcus Daniell Logan Mackenzie    | 6-2, 6-3         |
| 11.    | 7 maggio 2010    | Australia F4 Futures, Bundaberg      | Terra rossa | Dane Propoggia | Michael Look Logan Mackenzie      | 6-1, 6-0         |
| 12.    | 12 novembre 2010 | Australia F11 Futures, Esperance     | Cemento     | Nima Roshan    | Colin Ebelthite Adam Feeney       | 6-3, 6-4         |
| 13.    | 19 novembre 2010 | New Zealand F1 Futures, Wellington   | Cemento     | Dane Propoggia | Nima Roshan Jose Statham          | 4-6, 6-4, [10-1] |

##### Finali perse (5)
| Legenda         |
| Challengers (0) |
| Futures (5)     |

| Numero | Data            | Torneo                           | Superficie | Compagno      | Avversari in finale          | Punteggio        |
| 1.     | 7 febbraio 2008 | Australia F1 Futures, Mildura    | Erba       | Andrew Coelho | Samuel Groth Nathan Healey   | 3-6, 4-6         |
| 2.     | 8 marzo 2008    | New Zealand F2 Futures, Hamilton | Cemento    | Andrew Coelho | Nathan Healey Mikal Statham  | 5-7, 6-3, [8-10] |
| 3.     | 18 aprile 2008  | China F3 Futures, Taizhou        | Cemento    | Matthew Ebden | Karan Rastogi Ashutosh Singh | 2-6, 3-6         |
| 4.     | 10 aprile 2010  | USA F9 Futures, Little Rock      | Cemento    | John Millman  | Lester Cook Brett Joelson    | 4-6, 6-3, [7-10] |
| 5.     | 3 dicembre 2010 | Australia F13 Futures, Bendigo   | Cemento    | Adam Hubble   | Colin Ebelthite Adam Feeney  | 2-6, 4-6         |